# Supercoppa LNP 2017
La Citroën Supercoppa LNP 2017 è stata la 2ª edizione della manifestazione.
Si è disputata il 22 e il 23 settembre 2017 presso la Alma Arena di Trieste e ha visto impegnate le seguenti quattro squadre:
- Pallacanestro Trieste 2004 (finalista playoff, seconda classificata Serie A2 2016/17)
- Treviso Basket (vincitrice stagione regolare Serie A2 girone Est 2016-2017)
- Ravenna (miglior semifinalista playoff)
- Pallacanestro Biella (vincitrice stagione regolare Serie A2 Citroën girone Ovest)

Ravenna acquisisce il diritto di partecipazione quale semifinalista con la miglior classifica in stagione regolare in sostituzione di Virtus Bologna, vincitrice della Coppa Italia. Pallacanestro Biella, finalista della coppa Italia, è già qualificata alla Supercoppa quale vincitrice della stagione regolare.

## Tabellone
|  | Semifinali       | Semifinali       | Semifinali       |                  |               | Finale        | Finale | Finale |  |
|  |                  |                  |                  |                  |               |               |        |        |  |
|  | Pall. Trieste    | Pall. Trieste    | 90               |                  |               |               |        |        |  |
|  | Pall. Trieste    | Pall. Trieste    | 90               |                  |               |               |        |        |  |
|  | Basket Ravenna   | Basket Ravenna   | 87               |                  |               |               |        |        |  |
|  | Basket Ravenna   | Basket Ravenna   | 87               |                  | Pall. Trieste | Pall. Trieste | 88     |        |  |
|  |                  |                  |                  |                  | Pall. Trieste | Pall. Trieste | 88     |        |  |
|  |                  |                  | Universo Treviso | Universo Treviso | 78            |               |        |        |  |
|  | Universo Treviso | Universo Treviso | Universo Treviso | Universo Treviso | 78            | 80            |        |        |  |
|  | Universo Treviso | Universo Treviso |                  |                  |               |               |        |        |  |
|  | Pall. Biella     | Pall. Biella     | 72               |                  |               |               |        |        |  |

Finale terzo posto:
 Pall. Biella -  Basket Ravenna 76-74